# 全福街道 (济南市)
全福街道，是中华人民共和国山東省济南市历城区下辖的一个乡镇级行政单位。

## 行政区划
全福街道下辖以下地区：
南全福社区、北全福社区、小辛社区、航运路社区、烟厂社区、黄台电厂社区、农科院社区、电建一公司社区居委、桑园北社区、桑园南社区、新卉社区和福鑫苑社区。